# (141496) Bartkevicius
(141496) Bartkevicius est un astéroïde de la ceinture principale.

## Description
(141496) Bartkevicius est un astéroïde de la ceinture principale. Il fut découvert le 15 mars 2002 à Moletai par Kazimieras Černis et Justas Zdanavičius. Il présente une orbite caractérisée par un demi-grand axe de 2,46 UA, une excentricité de 0,12 et une inclinaison de 2,2° par rapport à l'écliptique.

## Compléments